# Amani (Institut)
Das Biologisch-Landwirtschaftliche Institut Amani im damaligen Deutsch-Ostafrika war das zentrale Forschungsinstitut für diese Aufgaben in den deutschen Kolonien.

## Gründung

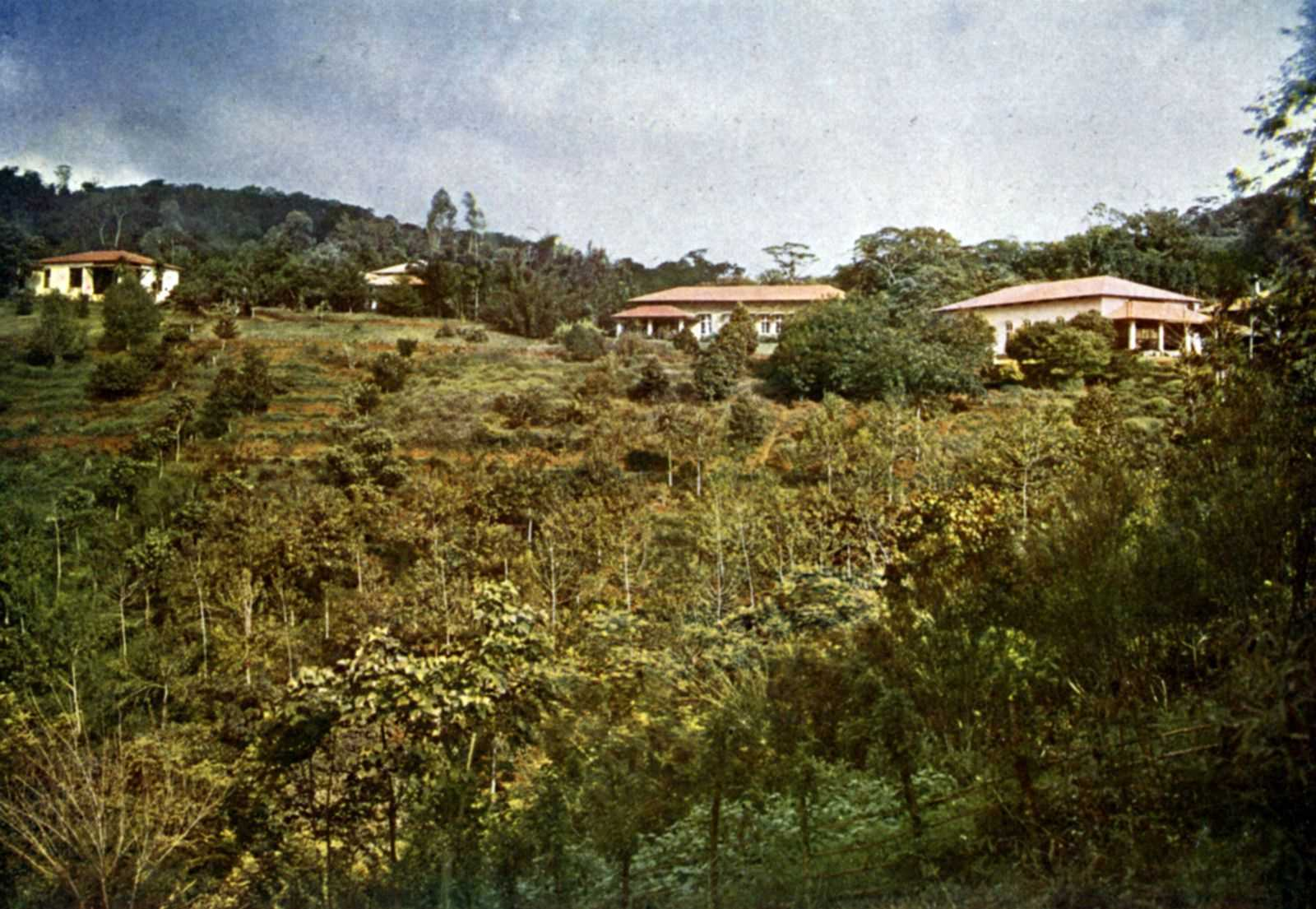
Das Biologisch-Landwirtschaftliche Institut Amani, vor 1910

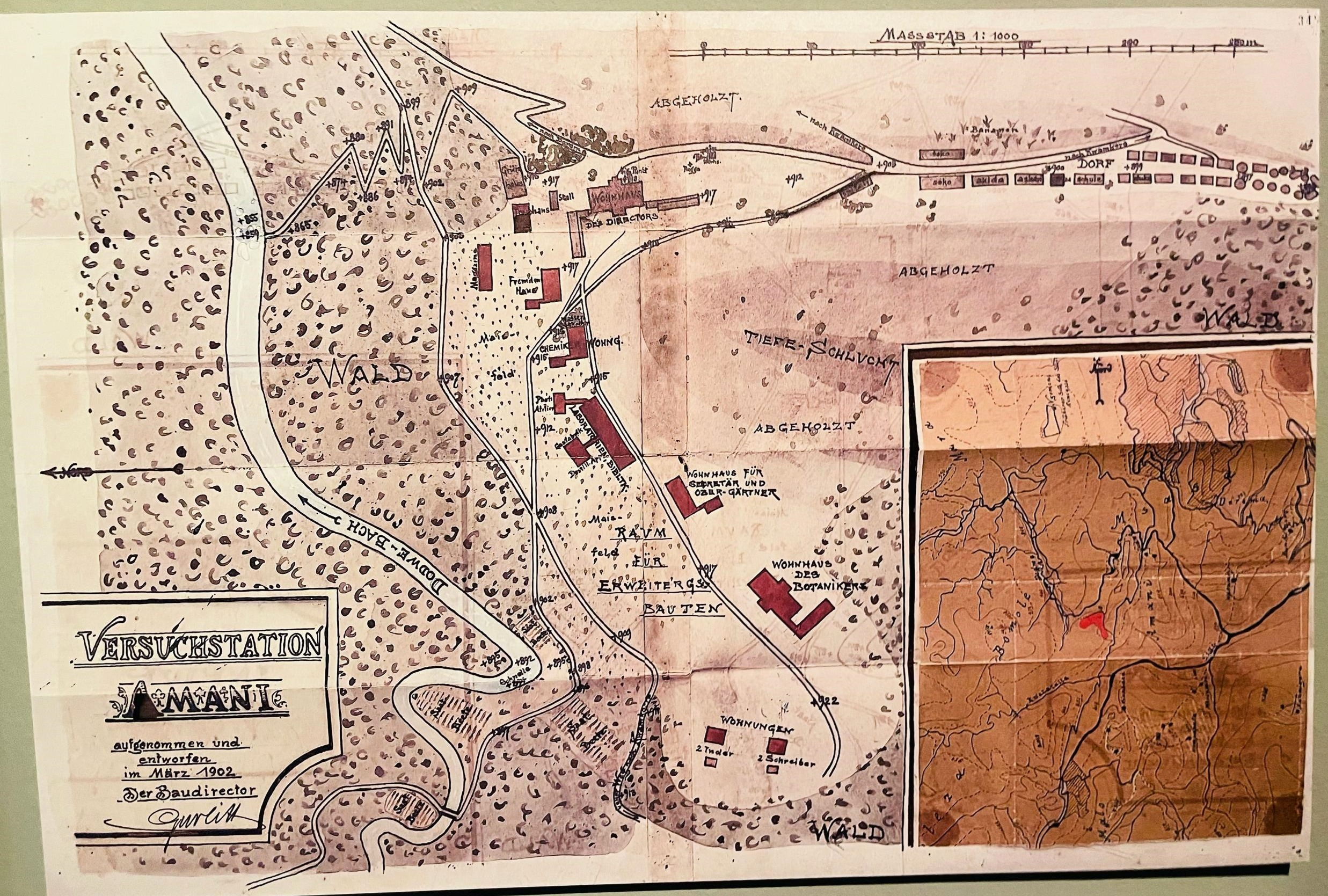
Nicht realisierter Plan für die Amani Versuchs-Station, 1902

Vorläufer des Amani-Instituts war die in West-Usambara seit 1896 aufgebaute biologisch-landwirtschaftliche Versuchsstation Kwai. Dort arbeitete Robert Koch an seiner berühmten Schwarzwasser-Arbeit, die sich mit den Gefahren der Chinin-Intoleranz bei der Behandlung mit Chinin ergab und vielfach, vor allem unter Europäern, in Afrika zum Tode führte.
Die Versuchsstation Kwai wurde bald Staatsdomäne und schließlich an den langjährigen Pächter Illich verkauft. Das Amani-Institut wurde bereits im September 1902 auf Anregung von Franz Stuhlmann im Hinterland der Hafenstadt Tanga in den Usambara-Bergen gegründet. Anfang 1903 nahm es seine Arbeit auf und wurde zunächst von dem Botaniker Albrecht Zimmermann als stellvertretendem Direktor geleitet. Von 1905 bis Ende 1906 war Stuhlmann persönlich als Direktor in Amani und danach wurde es bis 1920 von Zimmermann geleitet. Karl Braun wirkte von 1904 bis 1920 als leitender Botaniker in Amani und stellte in diesen Jahren aufgrund seiner Dienstreisen in verschiedene Regionen des Landes eine umfangreiche naturwissenschaftliche und ethnografische Sammlung zusammen. Zimmermann und seine deutschen Mitarbeiter arbeiteten noch bis 1920 mit ausdrücklicher Billigung der britischen Behörden in Amani, ehe die britische Mandatsregierung sie entließ.

## Das landwirtschaftliche Forschungsinstitut

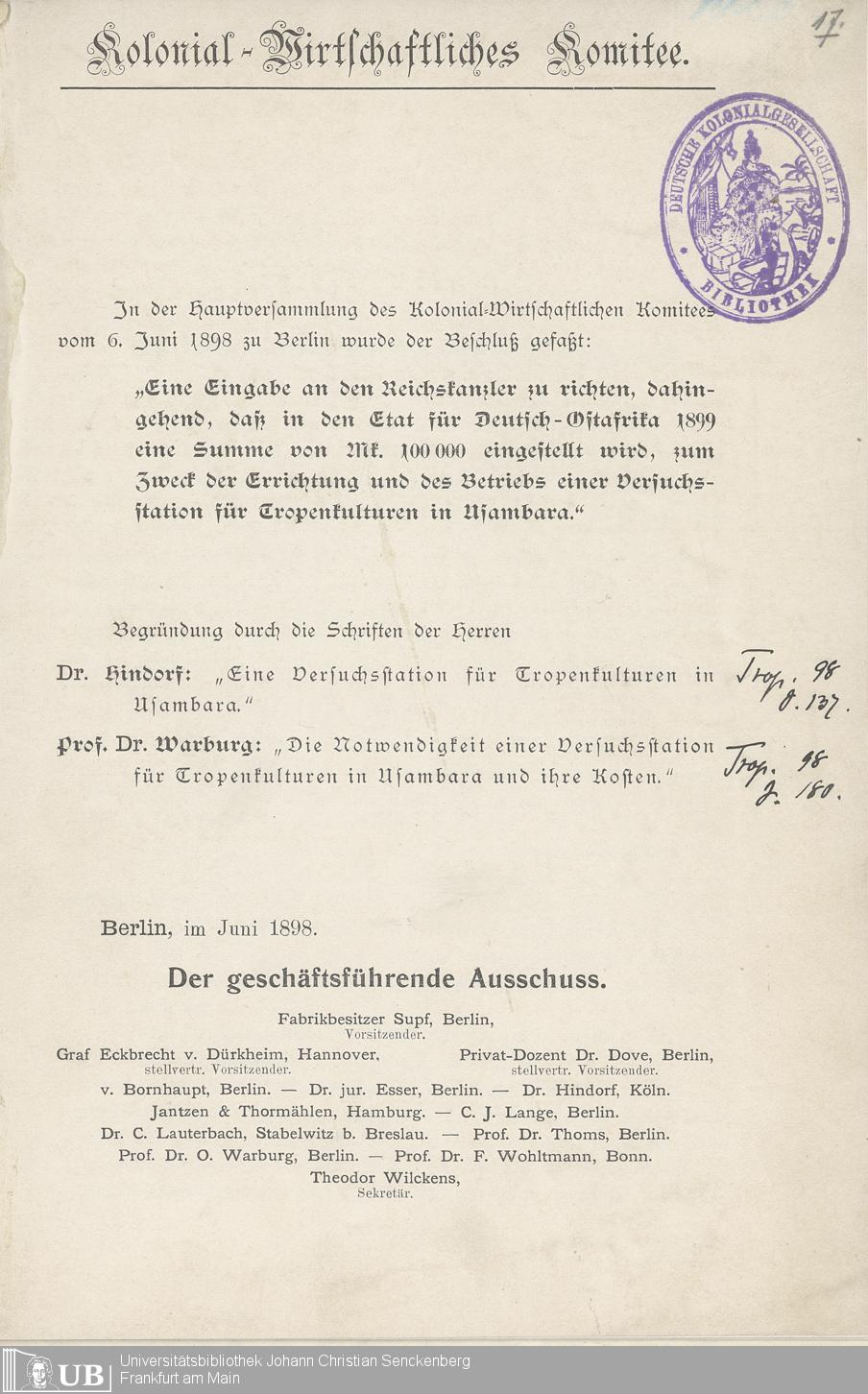
Eingabe des kolonialwirtschaftlichen Komitees zur Gründung von Amani 1898

Das Institut war seinerzeit das modernste seiner Art auf dem afrikanischen Kontinent und sollte in wissenschaftlicher Hinsicht eine Konkurrenz zum niederländischen Forschungsinstitut und Botanischen Garten in Buitenzorg auf Java werden. Mit der Gründung wurde dem Institut eine Landfläche von 300 ha zugeordnet. Stuhlmann hatte sich zwecks botanischer Forschung Albrecht Zimmermann, der seit 1896 in Buitenzorg gearbeitet hatte, nach Amani geholt und machte ihn anfänglich zum leitenden Direktor; anschließend zum Stellvertreter und 1911 erneut zum Direktor. Zimmermann war vorzugsweise als Spezialist des Kaffeeanbaus bekannt und brachte das Institut binnen kurzer Zeit zu internationaler Anerkennung. Es wurde für alle Kolonialmächte (Belgien, Frankreich, Italien, Portugal und England) in Afrika zu einem Referenzzentrum botanischer und landwirtschaftlicher Forschungen. Hier wurden auf gesonderten Flächen auch Düngungsforschungen betrieben. Man befasste sich mit einheimischen Giftpflanzen (z. B. Jatropha sp.), die von den Einheimischen z. B. als Pfeilgift benutzt wurden. Pflanzenphysiologie, Insektenkunde oder Möglichkeiten der Schädlingsbekämpfung gehörten ebenso wie die Erforschung von Anbaumethoden oder die von einheimischer Pflanzenmedizin zum Arbeitsgebiet des Instituts. Alle Mikroskope des Instituts stammten von Carl Zeiss in Jena, die Glaswaren vorzugsweise aus Lauscha. Fast alle Listen über die damals moderne Laboreinrichtung sind im Nationalarchiv von Tansania, in Daressalam, erhalten.
Amani sollte der größte botanische Garten der Welt werden. Entsprechend wurden dort Pflanzen und Bäume aus aller Welt angepflanzt, von denen noch im Jahre 2001 etwa 3000 verschiedene Arten in und um Amani zu finden waren. Für den Botanischen Garten in Berlin-Dahlem sammelte man Pflanzen und Samen; man schickte z. B. Palmensetzlinge nach Frankfurt am Main bzw. zum Botanischen Garten der Universität Leipzig. Außerdem legte man ein Herbarium an, wovon Teile man heute noch in Lushoto (ehemals Wilhelmstal) existieren.

## Forschungen

Versuchsfeld des Chinarindenbaumes

1903–1908 arbeitete der Zoologe Julius Vosseler in Amani. Das Institut kooperierte eng mit dem Botanischen Garten in Berlin und der Botanischen Zentralstelle für die deutschen Kolonien, insbesondere mit Adolf Engler zusammen, dem Kurator für tropische Pflanzen aus den Kolonien. Das Institut befasste sich u. a. mit dem Anbau von „Medizinalpflanzen“ wie z. B. dem Chinarindenbaum, dem Kampferbaum, Eukalyptus (Blauer Eukalyptus, Eucalyptus globulus) oder dem Niembaum, aber auch mit Pflanzen, die narkotische Wirkung (z. B. Indischer Hanf oder Jatrophaarten) für medizinische Zwecke hervorbringen konnten. Selbst mit einer möglichen Nutzung der einheimischen Aloe-Arten befasste man sich.
Schon 1897 hatte Richard Hindorf unter Schwierigkeiten den Sisalanbau in Deutsch-Ostafrika eingeführt, indem er das mexikanische Monopol darauf durch den Bezug von Pflanzen aus Florida umging. Laut einem Artikel in der New York Times von 1986 hatte Hindorf die Sisalpflanzen in einem ausgestopften Krokodil geschmuggelt. Insgesamt erreichten damals lediglich 61 Pflanzen lebend Ostafrika und bildeten den Grundstock für die spätere Ausbreitung des Sisalanbaus im Lande. Amani nahm sich somit auch der Ausbreitung dieses Wirtschaftszweigs an, der vor allem dort betrieben wurde, wo sich Kaffeeanbau als unwirtschaftlich erwiesen hatte.
Stuhlmann führte in Amani die erste systematische Anpflanzung von Chinarindenbäumen in Ostafrika ein, die zur Herstellung von Chinin gegen Malaria Verwendung finden sollten. Ebenso wurde von Amani aus die Anpflanzung hunderter Kampferbäume in Usambara angeleitet. 1906 hielten sich dort Robert Koch und sein Team (u. a. Friedrich Karl Kleine, M. Beck, Robert Kudicke) im Rahmen der Erforschung der afrikanischen Schlafkrankheit (Afrikanische Trypanosomiasis) auf, ehe sie ihren Arbeitsplatz an den Viktoriasee verlegten. In Amani legte Koch seine erste Tsetse-Fliegenzucht an, die von August 1905 an von Robert Kudicke betreut und 1906 aufgegeben wurde. Forschungen zum Rückfallfieber und die Anlage einer bedeutenden Zecken-Zucht wurden hier ebenfalls betrieben.

## Amani im Ersten Weltkrieg
Nach Beginn des Ersten Weltkriegs ab 1914 wurde das Amani-Institut kriegswichtiges Produktionszentrum, Lazarett und Flüchtlingslager für die Europäer in der Kolonie. Nachdem Deutsch-Ostafrika durch eine britische Blockade vom Meer abgeschnitten war, wurden in Amani Medikamente, vor allem Chinin, Verbandsmaterial, destillierter Alkohol, Asthma- und Herzmittel, Seife, sowie Schokolade und Zahnpasta zur Versorgung der Deutschen und der afrikanischen Söldnertruppen hergestellt. Als ausgebildeter Apotheker war Karl Braun maßgeblich an der Herstellung der Medikamente beteiligt.
Als das Amani-Institut 1916 von den britischen Truppen übernommen wurde, lief die Produktion zu deren Gunsten weiter. Entgegen der Vorstellung von Kriegsgefangenen lebten die Briten während des Ersten Weltkriegs mit den in Amani verbliebenen Wissenschaftlern und ihren Familien zusammen und nutzten deren Wissen und die Infrastruktur des Instituts. Zeitweise gab es sogar Gehaltszahlungen und Vergünstigungen für die Deutschen durch die britische Regierung. Zwischen den deutschen und britischen Wissenschaftlern gab es ein unproblematisches, den Umständen entsprechendes Zusammenleben mit gemeinsamen Abenden beim Kartenspielen.
Im September 1916 bezeichnete A. C. MacDonald, der erste Landwirtschaftsdirektor der britischen Verwaltung, Amani als „eine der wichtigsten landwirtschaftlichen Stationen in den Tropen“ und forderte die Militärregierung auf, die Station zu erhalten. Als die Briten 1920 das Völkerbundsmandat erhielten, ernannte die Kolonialverwaltung Alleyne Leechman zum Direktor von Amani. In seiner Korrespondenz bat Leechman darum, dass die erfahreneren seiner deutschen Kollegen bleiben sollten, um beim Übergang der Station in britische Hände zu helfen.

## Britische Mandatsverwaltung und Unabhängigkeit des Landes
Das Amani-Institut verlor nach 1920 an Bedeutung. Seine einst bedeutende Bibliothek befindet sich teilweise in der Universität von Daressalam. Ihre Blütezeit erlebte die Station in den 1950er bis 1970er Jahren, einer Zeit weltweiter Kampagnen zur Ausrottung von Krankheiten und der „Afrikanisierung“ der Wissenschaft.
Ab 1951 wurde das frühere landwirtschaftliche Forschungsinstitut Amani von den Vorläufern des Amani Medical Research Centre übernommen. Heute dient Amani als Station des National Institute for Medical Research (NIMR) in Daressalam, das für ganz Tansania zuständig ist. Im nahe liegenden Amani Nature Reserve befinden sich etwa 3000 verschiedene Baumarten. Von den alten Pflanzungen mit Chinarindenbäumen ist so gut wie nichts mehr erhalten; sie wurden in den 1960er Jahren fast völlig zerstört.

## Nachwirkungen und Rezeption
Vom Amani-Institut aus trat das Usambaraveilchen durch den Grafen von Pückler über Hamburg und Berlin seinen Siegeszug auf deutschen Fensterbänken und in ganz Europa an.
Vom 20. September 2019 bis 26. April 2020 fand am MARKK Museum in Hamburg die Ausstellung Amani zur Geschichte und der heutigen Bedeutung deutscher Kolonialwissenschaft statt. Seit 2019 wird weiterhin in Stade und Daressalam im Rahmen eines deutsch-tansanischen Projekts die von Karl Braun zusammengetragene Sammlung von historischen Gegenständen und Dokumenten aus Amani erforscht. Im Jahr 2025 wird das Projekt in der Ausstellung AMANI kukita|kung'oa der Öffentlichkeit vorgestellt. Dies bietet Anlass zur Auseinandersetzung mit kolonialer Geschichte und eröffnet neue Perspektiven auf die tansanische und deutsche Kulturgeschichte sowie ihre Bedeutung in Vergangenheit und Gegenwart.